# Agata Kochman
Agata Kochman – polska patomorfolog, doktor habilitowany nauk medycznych.

## Życiorys
W 1994 r. obroniła pracę doktorską pt. Testowanie biologicznego działania antyneoplastonów, której promotorem był prof. Jerzy Rabczyński, w 2004 r. habilitowała się na podstawie pracy zatytułowanej Choroba Parkinsona a stres oksydacyjny: udział reaktywnych form tlenu (ROS) w mechanizmach uszkodzenia dopaminergicznych neuronów i próby neuroprotekcji w badaniach modelowych. Pracowała w Katedrze i Zakładzie Anatomii Patologicznej na Wydziale Lekarskim Akademii Medycznej im. Piastów Śląskich.